# Michael Hutchence (album)
Michael Hutchence è il primo e unico album in studio del cantante australiano Michael Hutchence, pubblicato postumo il 14 dicembre 1999 dalla V2 Records.

## Tracce
Testi e musiche di Andy Gill e Michael Hutchence, eccetto dove indicato.
1. Let Me Show You – 3:38
2. Possibilities – 4:31 (Michael Hutchence, Danny Saber)
3. Get on the Inside – 4:48
4. Fear – 3:43
5. All I'm Saying – 4:05 (Michael Hutchence, Tim Simenon)
6. A Straight Line – 3:38
7. Baby It's Alright – 3:52 (Michael Hutchence, Danny Saber)
8. Don't Save Me from Myself – 3:21
9. She Flirts for England – 3:12
10. Flesh and Blood – 5:03
11. Put the Pieces Back Together – 4:38
12. Breathe – 3:52
13. Slide Away (feat. Bono) – 4:22

## Classifiche

### Classifiche Settimanali
| Classifica (1999-00) | Posizione massima |
| -------------------- | ----------------- |
| Australia            | 3                 |
| Regno Unito          | 90                |
| Stati Uniti          | 200               |

### Classifiche di fine anno
| Classifica (1999) | Posizione |
| ----------------- | --------- |
| Australia         | 60        |